# Øystein Haraldsson
Øystein II. Haraldsson (staroseversky: Eysteinn Haraldsson; asi 1125, Skotsko – 1157, Bohuslän, Norsko) byl norský král v letech 1142–1157. Byl synem Haralda IV. a jeho manželky nebo milenky Bjadok, podle pozdější skotské klanové tradice dcery Gilledomnana mac Solama.

## Spoluvláda
Když jeho otce nechal v roce 1136 zavraždit uchazeč o trůn Sigurd Slembe, králi byli prohlášeni Øysteinovi nevlastní bratři Inge, Sigurd a Magnus. Jejich ochránci spojili síly proti Sigurdovi Slembemu a jeho spojenci, předchozímu králi Magnusovi IV. V roce 1139 v bitvě u Holmengrå Magnus IV. zemřel a Sigurd Slembe byl poté popraven.
Následovalo období míru. Během dětství bratrů Sigurda, Ingeho a Magnuse norská šlechta spolupracovala na vládě a králům radila (prominentní roli hrála Ingeho matka Ingrid Ragnvaldsdotter). V roce 1142 připlul Øystein se svou matkou do Norska. Jeho původ byl uznán, protože sám Harald IV. přiznával, že má v zahraničí syna. Øystein se tak stal dalším spoluvládcem. Mladý Magnus naopak zemřel někdy v průběhu čtyřicátých let. Zdá se, že rozdělení země mezi bratry nebylo teritoriální, ale že každý z nich měl stejnou pozici ve všech částech Norska.
Ságy Heimskringla a Orkneyinga saga tvrdí, že v průběhu padesátých let dvanáctého století Øystein vedl výpravu do Skotska a Anglie. Zajal Haralda Maddadsona, hraběte z Orknejí, a přinutil ho zaplatil vysoké výkupné. Poté plul po skotském a anglickém pobřeží a zaútočil na Aberdeen, Hartlepool a Whitby, což byla připomínka dřívějších vikinských výprav.

## Konflikty mezi bratry
Mezi dorůstajícími bratry rostla nevraživost (částečně situaci způsobovala smrt jejich starých rádců). V roce 1155 se všichni tři měli sejít v Bergenu, aby se pokusili zachovat mír. Inge I. obvinil Sigurda a Øysteina, že ho plánují připravit o trůn. Sigurd nařčení odmítl, ale o několik dní později byl jeden z Ingeho strážců zabit jedním ze Sigurdových. Na radu své matky Ingrid a rádce Gregoria Dagssona Inge nařídil útok na dům, ve kterém Sigurd bydlel. Sigurd měl jen málo mužů, a tak byl 6. února 1155 zabit.
Øystein na sjednanou schůzku přijel pozdě, až po Sigurdově vraždě (která v podstatě odstartovala druhou fázi norských občanských válek). Mezi ním a Ingem byl sjednán mír, ale ten nevydržel dlouho. Ságy tvrdí, že Øystein a Sigurd se snažili připravit Ingeho o královský titul a rozdělit si království jen mezi sebou, ale někteří historici tento argument berou jen jako omluvu pro Ingeho násilné činy.
V roce 1157 Inge i Øystein shromáždili své síly a připravili se na konfrontaci. Ingeho síly byli silnější než vojsko jeho bratra a když se na západním pobřeží poblíž Mosteru setkali, Øysteinovo vojsko se rozpustilo. Øystein byl nucen utéct, ale později toho roku byl v Bohuslänu zadržen a zabit. Není jasné, zda ho přímo Inge nařídil zabít.
Øysteinovou manželkou byla Ragna Nikolasdatter. S ní neměl děti, ale jeho nemanželským synem byl Øystein Meyla, který byl v roce 1174 prohlášen vzdorokrálem, ale v roce 1176 byl poražen a zabit.
Ságy staví Øysteina a jeho bratra Sigurda oproti Ingemu I. do poněkud negativního světla. Heimskringla o Øysteinovi píše:
Král Øystein byl tmavý a průměrné výšky a byl schopný opatrnosti. Co ho však u ostatních zbavovalo zájmu a obliby byla jeho hrabivost a omezenost.